# Lázaro Fernando Expósito Canto
Lázaro Fernando Expósito Canto (1955, provincia de Villa Clara) es un político y docente cubano, 1.er Secretario del Partido Comunista de Cuba en la provincia de Santiago de Cuba y miembro del Comité Central del mismo partido. Ha sido diputado a la Asamblea Nacional del Poder Popular en la IV, V, VI y VII Legislatura. Comenzó su vida laboral como maestro en una escuela primaria, llegó a ser director de la misma. En 1981 fue elegido como Miembro del Comité Ejecutivo del Poder Popular en Caibarien y en 1984 ocupó los cargos de Vicepresidente y Presidente. En 1994 fue promovido a Primer Secretario del Partido Comunista de Cuba en Santa Clara. Ha sido en diversas ocasiones delegado provincial. En 2001 fue designado 1.er Secretario del Partido Comunista de Cuba en la provincia de Granma. En 2009 fue liberado de su puesto en Granma para ser designado Primer Secretario del Partido Comunista de Cuba en la provincia de Santiago de Cuba.